# Ophrys speculum
Ophrys speculum, comummente conhecida como erva-espelho, é uma espécie de planta com flor pertencente à família das Orquidáceas e ao tipo fisionómico dos geófitos.

## Nomes comuns
Além de «erva-espelho», esta espécie dá ainda pelos seguintes nomes comuns: ófris (nome comum a todas as espécies do género Ophrys),erva-abelha, abelha-flor, abelheira, nigela (não confundir com as espécies Nigella damascena e Nigella hispanica, que consigo partilham este nome comum).
Importa assinalar que a espécie Ophrys apifera partilha todos os nomes comuns desta espécie, com a excepção de «erva-espelho».

### Etimologia
Quanto ao nome científico desta espécie:
- O nome genérico, Ophrys, provém do grego clássico e significa "sobrolho», por alusão à penugem das flores deste género.[9]
- O epíteto específico, speculum, provém do étimo latino spĕcŭlum e significa «espelho» ou «imitação».[10]

Do que toca aos nomes comuns:
- «Ófris» entra na língua portuguesa por via erudita, em alusão ao género científico Ophrys.[11]

- Os nomes «abelha-flor», «erva-abelha» e «abelheira», vêm por alusão às vistosas flores desta espécie, cujas sépalas ovais arroxeadas ou alvadias, acompanhadas por um labelo de cor mais escura, configuram um semblante semelhante ao de uma abelha.[12][13]

## Descrição
A erva-espelho é uma planta herbácea perene.
Caracteriza-se por ter um par de tubérculos subglobosos e um caule ereto que pode chegar aos 40 centímetros de altura.
Do que toca às suas folhas, as basais são oblongas e as demais subotusas.
Quanto às flores, contam com três tépalas externas glabras, de coloração entre o esverdeado e o amarelado. O labelo é trilobado, ligeiramente convexo, viloso, está dotado de pêlos nas margens e de uma mancha central escura, com brilhos metálicos, que se assemelha à figura de uma abelha.

## Distribuição
Trata-se de uma espécie presente em todo o Mediterrâneo.

### Portugal
Trata-se de uma espécie presente no território português, nomeadamente os seguintes táxones infraespecíficos:
- Ophrys speculum subsp. speculum - presente em Portugal Continental, mais concretamente nas zonas do Centro Norte; todas as zonas do Centro-Oeste, salvo o Centro-Oeste Cintrano; em todas as zonas do Centro-Sul; todas as zonas do Sudeste; todas as zonas do Sudoeste, salvo o Sudoeste montanhoso e todas as zonas algarvias.[2] Em termos de naturalidade é nativa da região atrás referida. Não se encontra protegida por legislação portuguesa ou da Comunidade Europeia.

- Ophrys speculum subsp. lusitanica - presente em Portugal Continental, mais concretamente nas zonas do Centro Norte; todas as zonas do Centro-Oeste, salvo o Centro-Oeste Cintrano; todas as zonas do Centro-Sul; e todas as zonas algarvias.[2] Em termos de naturalidade é endémica da Península Ibérica. Não se encontra protegida por legislação portuguesa ou da Comunidade Europeia.

## Taxonomia
A autoridade científica da espécie é Link, tendo sido publicada em Journal für die Botanik 1799(2): 324. 1800.

### Subespécies
- Ophrys speculum subsp. speculum
- Ophrys speculum subsp. lusitanica